# Pandean (Kaliori)
Pandean is een bestuurslaag in het regentschap Rembang van de provincie Midden-Java, Indonesië. Pandean telt 2083 inwoners (volkstelling 2010).